# Lourdes Suárez
Lourdes Benicia Suárez Anderson (Caracas, 7 de marzo de 1965) es una abogada y jueza venezolana. Actualmente se desempeña como primera vicepresidente y presidenta de la Sala Constitucional del Tribunal Supremo de Justicia de Venezuela.

## Carrera
En diciembre de 2014 fue nombrada como defensora pública penal N° 41 con competencia en materia penal ordinario, adscrita a la unidad regional de la defensa pública del Área Metropolitana de Caracas. En 2010 y en 2014 Suárez intentó sin éxito ser designada como magistrada del Tribunal Supremo de Justicia (TSJ) por la Asamblea Nacional de mayoría oficialista, consiguiendo ser electa posteriormente en 2015.
Lourdes se desempeñó como magistrada de la Sala Constitucional del Tribunal Supremo de Justicia desde el 23 de diciembre de 2015. Fue la ponente de la sentencia 343 del 6 de mayo de 2016, en la cual el TSJ anula la Ley de Otorgamiento de Títulos de Propiedad a los Beneficiarios de la Gran Misión Vivienda Venezuela. En junio de 2016 la Suárez prohibió al portal La Patilla, a Caraota Digital y al resto de medios digitales publicar lo videos de linchamientos de presuntos delincuentes. El 5 de febrero de 2021 fue electa como primera vicepresidente y presidenta de la Sala Constitucional del Tribunal Supremo.

## Sanciones
El 30 de marzo de 2018 fue sancionada por el gobierno de Panamá por ser considerada de "alto riesgo por blanqueo de capitales, financiamiento del terrorismo y financiamiento de la proliferación de armas de destrucción masiva".

## Vida personal
Lourdes es hermana del fiscal Danilo Anderson, quien fue asesinado por la detonación de un carro bomba en su vehículo.